# Nate Johnston
Nathaniel James Johnston, (nacido el 18 de diciembre de 1966 en Birmingham, Alabama) es un exjugador de baloncesto estadounidense. Con 2.03 de estatura, su puesto natural en la cancha era el de ala-pívot.

## Trayectoria

### Clubes
| Club                    | País           | Año         |
| ----------------------- | -------------- | ----------- |
| Quad City Thunder       | Estados Unidos | 1988 - 1989 |
| Utah Jazz               | Estados Unidos | 1989        |
| Quad City Thunder       | Estados Unidos | 1989 - 1990 |
| Portland Trail Blazers  | Estados Unidos | 1990        |
| Grand Rapids Hoops      | Estados Unidos | 1990 - 1991 |
| Etoile Voiron           | Francia        | 1991        |
| Rapid City Thrillers    | Estados Unidos | 1991        |
| Suncoast Sunblasters    | Estados Unidos | 1991        |
| Rapid City Thrillers    | Estados Unidos | 1991 - 1992 |
| Palm Beach Stingrays    | Estados Unidos | 1992        |
| Gandía Básquet          | España         | 1992 - 1993 |
| Rapid City Thrillers    | Estados Unidos | 1993 - 1994 |
| CB Salamanca            | España         | 1994 - 1995 |
| Ortakoy SK              | Turquía        | 1995 - 1996 |
| Florida Sharks          | Estados Unidos | 1996        |
| Trotamundos de Carabobo | Venezuela      | 1996 - 1997 |
| Piratas de Quebradillas | Puerto Rico    | 1997        |
| Deportivo Roca          | Argentina      | 1998        |
| Capitanes de Arecibo    | Puerto Rico    | 1998        |
| Gaiteros del Zulia      | Venezuela      | 1998        |
| Belgrano                | Argentina      | 1998        |
| Capitanes de Arecibo    | Puerto Rico    | 1999        |
| Andino                  | Argentina      | 1999 - 2000 |
| Ovarense                | Portugal       | 2000        |
| Gaiteros del Zulia      | Venezuela      | 2000        |
| Titanes de Morovis      | Puerto Rico    | 2000        |
| Gaiteros del Zulia      | Venezuela      | 2001        |
| Oliveirense             | Portugal       | 2001        |
| Ovarense                | Portugal       | 2001 - 2002 |
| Provincial Osorno       | Chile          | 2002 - 2003 |
| CAB Madeira             | Portugal       | 2003 - 2004 |
| Tiburones de Vargas     | Venezuela      | 2004        |